# Christoph Plass
Christoph Plass (* 30. Juli 1961 in Bremen) ist ein deutscher Krebsforscher und Humangenetiker.

## Leben
Plass ging in Emsdetten zur Schule mit dem Abitur 1980 und studierte nach dem Grundwehrdienst ab 1982 Biologie an der FU Berlin mit dem Diplom 1987. Er wurde 1993 bei Heinz Winking an der Medizinischen Universität Lübeck promoviert und war als Post-Doktorand am Institute of Physical and Chemical Research des RIKEN in Tsukuba (Ibaraki) bei Yoshihide Hayashizaki, um die RLGS-Technik der Genanalyse (simultanes Scannen der Restriktionsenzym-Ansatzstellen) zu erlernen, und am Roswell Park Cancer Institute in Buffalo (New York) bei Verne Chapman. Ab 1996 war er Wissenschaftler am Roswell Park Cancer Institute und ab 1997 Assistant Professor an der Ohio State University, an der er 2002 Associate Professor und 2005 Professor in der Abteilung humane Tumorgenetik wurde. 2007 wurde er Professor am Deutschen Krebsforschungszentrum in Heidelberg (Abteilung Epigenomik und Krebsrisikofaktoren).
Er erforscht die Epigenetik von Tumoren, insbesondere Änderungen in der DNA-Methylierung im Vergleich zu normalen Prozessen und Einflüssen der Umwelt auf die Epigenetik. Schwerpunkt sind Leukämien und solide Tumore in Lunge, Hals und im Kopfbereich. Dabei fand er Hinweise auf tumorspezifische, musterartige Änderungen in der DNA-Methylierung bei malignen Tumoren. Dabei wurden neue Zielgene für die Tumorentstehung und Marker für die Diagnose identifiziert.
2016 erhielt er den Tsungming-Tu-Preis. 2005 wurde er Fellow der American Association for the Advancement of Science. 2002 bis 2007 war er Scholar der Leukemia Lymphoma Society of America. Im Jahr 2023 wurde Christoph Plass als Mitglied der Sektion Humangenetik und Molekulare Medizin in die Nationale Akademie der Wissenschaften Leopoldina aufgenommen. 

## Schriften
- C. C. Oakes, M. Seifert, Y. Assenov, L. Gu, M. Przekopowitz, A. S. Ruppert, Q. Wang, A. Serva, S. Koser, D. Brocks, D. Lipka, O. Bogatyrova, D. Mertens, M. Zapatka, P. Lichter, H. Döhner, R. Küppers, T. Zenz, S. Stilgenbauer, J. C. Byrd, C. Plass: Progressive epigenetic programming during B cell maturation yields a continuum of disease phenotypes in chronic lymphocytic leukemia. In: Nat Genet. 48(3), 2016, S. 253–264, doi:10.1038/ng.3488.
- Q. Wang, L. Gu, A. Adey, B. Radlwimmer, W. Wang, V. Hovestadt, M. Bähr, S. Wolf, J. Shendure, R. Eils, C. Plass, D. Weichenhan: Tagmentation-based whole-genome bisulfite sequencing. In: Nat Protoc. 8, 2013, S. 2022–2032, doi:10.1038/nprot.2013.118.
- K. Arab, Y. J. Park, A. M. Lindroth, A. Schäfer, C. Oakes, D. Weichenhan, A. Lukanova, E. Lundin, A. Risch, M. Meister, H. Dienemann, G. Dyckhoff, C. Herold-Mende, I. Grummt, C. Niehrs, C. Plass: Long Noncoding RNA TARID Directs Demethylation and Activation of the Tumor Suppressor TCF21 via GADD45A. In: Mol Cell. 55, 2014, S. 604–614, doi:10.1016/j.molcel.2014.06.031.
- C. Weigel, M. R. Veldwijk, C. C. Oakes, P. Seibold, A. Slynko, D. B. Liesenfeld, M. Rabionet, S. A. Hanke, F. Wenz, E. Sperk, A. Benner, C. Rösli, R. Sandhoff, Y. Assenov, C. Plass, C. Herskind, J. Chang-Claude, P. Schmezer, O. Popanda: Epigenetic regulation of diacylglycerol kinase alpha promotes radiation-induced fibrosis. In: Nat Commun. 7, 2016, S. 10893, doi:10.1038/ncomms10893.